# Pachyegis iquiquensis
Pachyegis iquiquensis is een mosdiertjessoort uit de familie van de Fatkullinidae. De wetenschappelijke naam van de soort is voor het eerst geldig gepubliceerd in 1991 door Moyano.